# Lars Ericsson
Lars Ericsson (ur. 16 kwietnia 1956 w Torsby) – szwedzki żużlowiec.
Srebrny medalista młodzieżowych indywidualnych mistrzostw Szwecji (Gislaved 1976). Finalista indywidualnych mistrzostw świata juniorów (Vojens 1977 – VII miejsce). Wielokrotny uczestnik eliminacji indywidualnych mistrzostw świata (najlepszy wynik: XIV miejsce w finale skandynawskim, Norrköping 1978).
Startował w lidze brytyjskiej, w barwach klubu z Leicesteru (1978).